# Mały szop
Mały szop (ros. Крошка Енот) – radziecki krótkometrażowy film animowany z 1974 roku w reżyserii Olga Czurkina na podstawie bajki Lilian Moore. Scenariusz napisała Margarita Dołotcewa.

## Obsada (głosy)
- Kłara Rumianowa
- Marija Winogradowa

## Animatorzy
Faina Jepifanowa, Boris Czani, Jelena Wierszynina, Antonina Aleszyna, Galina Czernikowa, Aleksandr Siczkar, Irina Biełowa, Mstisław Kupracz, L. Rybczewska